# Nanok Deep
Koordinaten: 68° 40′ S, 71° 0′ O
Das Nanok Deep ist ein schmales und über 500 m unter dem Meeresspiegel liegendes Meerestief der Kooperationssee vor der Lars-Christensen-Küste des ostantarktischen Mac-Robertson-Lands. Es liegt in nordost-südwestlicher Ausrichtung in der Prydz Bay und reicht bis unter das Amery-Schelfeis.
Das Antarctic Names Committee of Australia benannte es nach dem dänischen Schiff Nanok S., das von 1979 bis 1984 im Rahmen der Australian National Antarctic Research Expeditions im Einsatz war.